# Манастир Гргетег
Манастир Гргетег припада Епархији сремској Српске православне цркве и представља непокретно културно добро као споменик културе од изузетног значаја.

## Положај и прошлост
Манастир се налази на јужном обронку Фрушке горе у непосредној близини насеља Гргетег бившег манастирског прњавора.
Манастирска црква посвећена је св. Николи. Према народном предању основао га је деспот Змај Огњени Вук 1471. године и доделио име по свом оцу Гргуру.  На припрати црквеној је накнадно исписано: Вук деспот основатељ сеје св. обитељи Гргетега љета 1471. Први поуздани подаци потичу из турских записа из 1546. године. Писани црквени податак о манастиру датира из 1611. године.
Крајем 17. века манастир је напуштен, а 1708. године обнавља га митрополит Исаија Ђаковић. Претходно је аустријски цар Леополд I је 1691. године, даровао Гргетег - тада у рушевинама (са Нерадином и Банковцима) као властелинско добро владики Ђаковићу, који је тада седео у "Арадско-Јенопољској столици". Када је Исаија изабран за архиепископа и митрополита српског замолио је цара, да Гргетег не остане као наследан Арадско-јенопољској дијецези, већ да припадне српској Митрополији. Када је Гргетег прешао на митрополију мудри Ђаковић га оправља и подиже монашке ћелије. До 1749. године манастир Гргетег је називан "Митрополијски". Сачуване су владарске привилегије дате од царева Леополда I и Јосифа.
Визитација манастира Гргетега извршена је 21. јула 1753. године, од стране Арсенија Радивојевића. До тада су манастир као ктитори оправљали митрополит Исаија Ђаковић и архимандрит и митрополит Вићентије Поповић. На часној трпези налазио се тада "полован" антиминс, који је освећен 1722. године у Хопову. Темпло је био рад "мајсторије српске". У дрвеном ћивоту намештеном у левој певници чуване су свете мошти: стопало првомученице Текле, кост лобање првомученика архиђакона Стефана. Засебно су у дрвеној кутији ту положени: кост великомученика Св. Георгија и "новијег" српског светитеља Јована "мученог у Београду". На старом епитрахиљу била је извезена година 1553. У ризници су се налазили и сасуди и утвари (у два дрвена сандука) склоњени 1739. године из манастира Сланци, код Београда. Такође ту је неколико икона склоњено из придворне капеле Београдске, из исте ратне године. Било је неколико монашких ћелија, поред две кухиње и веће трпезарије као и других здања, који су подигнути 1751-1752. године. Манастирско имање чиниле су још две воденице, салаш код села Шатринци, пустуру Банковци, "господство" над селом Нерадин, те много стоке, пчелињак, оранице, винограде и воћњаке. Било је ту стално много посла са бројне манастирске слуге и надничаре из Прњавора и околине.
У Нерадину селу које је припадало манастиру и давало приход, налазили су се кречни мајдан за производњу креча, земља и крчма. Братство манастирско је сваке године преко новина продавало "нерадински креч" и издавало крчму на годину дана. Бригу о том издвојеном добру водио је 1831. године у Нерадину, адвокат Јован Поповски. Арендатор тамошњег добра у исто време био је Николај Димитријевић. Код манастира Гргетега налазила се Калинова водица. Позната је у Аустрији и Чешкој гргетешка ракија манастирска шљивовица, која се тамо и извозила због квалитета.
При манастиру је 1859. године радила манастирска школа.
Митрополит Павле Ненадовић је 1750. године почео да гради у Гргетегу нову зграду. Иста је завршена 1763. године. Ненадовић се увек потписивао уз друге титуле, наводећи и "архимандрит манастира Гргетега". Мада је након изградње и осликавања новог храма, Гргетег био "најлепши манастир на Фрушкој гори" био је "у опасности" да буде укинут 1777. године. Царском вољом те године је заиста решено да се због редукције православних манастира, укида манастир а сво његово "добро" даје митрополиту Вићентију Јовановићу. Митрополит је дуго одлагао извршење те неправедне одлуке док му није по трећи пут строго наложено да изврши. Када су се калуђери иселили остао је манастир годину дана пуст. Тада се православни народ побунио и чак "роптао" на митрополита мислећи да је и он за то крив. Митрополит је кажу са сузама у очима преклињао царицу Марију Терезију да укине решење о укидању. На крају је и успео а царица је оставила да Гргетег буде манастир, али само из особите милости и ради утехе народа српског. Дана 10. јуна 1778. године започео је "нови живот" манастира Гргетега; тада су на свечаности поново званично уведени гргетешки калуђери под свој кров.
Године 1865. Гргетегу који спада у "Архимандрије" (са архимандритима) је подређена филијала Ремета.
"Српска манастирска штампарија" у Новом Саду је 1893. године постала - добила нове власнике - манастире Гргетег и Беочин. Ти манастири су купили једну штампарију тада у Новом Саду, која је у граду и остала али да би од тада радила за црквене потребе.
Према извештају из 1902. године манастир Гргетег има 2830 ј 482 кв хв земље, а целокупно имање манастирско је било са приходима процењено на 802.814 к 7 п.

## Храм
Стара камена црква замењена је око 1770. године новом барокном грађевином. Градња коју је започео митрополит Ненадовић трајала је 1767-1771. године. Тада је направљен и звоник. Ова црква обновљена је 1901. године по пројекту Хермана Болеа. Једна од драгоцености манастира била је стара икона „Шиклошка Богородица”, за коју се сматрало да је из времена српског деспота Стефана Штиљановића, из 16. века.
У цркви су забележена два иконостаса. Први зидани, који се налазио у цркви до обнове 1901. године, сликао је Јаков Орфелин 1774-1775. године.
Руварац је преузео управу над манастиром 1874. године, и током 31 године боравка истраживао је српску и црквену историју. Као круна његовог рада, јавља се темељна оправка и украшавање иконостаса за шта је утрошио 65.000 форинти. Други иконостас који се данас налази у цркви, сликао је Урош Предић 1901. године. Архимандрит Иларион Руварац је ангажовао Банаћанина за осликавање које је трајало 1900-1902. године. Остала је Предићева констатација да га је старац Иларион обмануо и искористио за велики посао и цркви и капели. Хонорар је износио само 8.000 ф. а Руварац се позивао на факат да је Орфелин добио у своје време само 2.000 ф. Само што притом није узео у обзир, да је тих 2.000 ф. много више вредело од Предићевог инфлаторног хонорара.
Манастирски конаци су саграђени у другој половини 18. века и обновљени заједно са црквом 1901. У Другом светском рату манастир је тешко страдао, срушен је звоник и велики део конака.
Данас манастирски комплекс чине црква, конаци са све четири стране и економске зграде. У храму се налази икона Тројеручица те манастир походе многобројни ходочасници.

## Братство
На челу манастира Гргетага било је много црквених великодостојника, славних Срба. 
Намесник манастира био је 1753. године Јефтимије Прерадовић, који је ту као удовац замонашен 1734. године. Братство тада чини 15 калуђера.
Био је Сентандрејац, Данил Плевицки архимандрит Гргетега, који је умро новембра 1788, у 29. години живота.
Петар Јовановић Видак постављен је 21. марта 1798. године као архимандрит у манастиру Гргетегу, где је остао до 1801. године.
Кирил Живковић је 1778-1786. године био настојатељ. Петар Јовановић от Видак архимандрит је гргетешки 1801. године Владика и песник Лукијан Мушицки се замонашио 1802. године у Гргетегу; од Луке наста Лукијан! До 1805. године архимандрит у Гргетегу био је Јосиф Путник. Стефан Авакумовић епископ Темишварски је био једно време у Гргетегу настојатељ. У манастирском братству се налазио и "Герасим от Бечкереки" (1775-1828) филозоф и преводилац, родом из Великог Бечкерека. Намесник гргетечки 1809. године је Димитије Вујић, у братству са четири јеромонаха и једним монахом. Умро је 1818. године Павле Хаџић архимандрит, сахрањен је у порти манастира Војловице.
Почетком 1819. године премештен је архимандрит хоповски Антоније гроф Бранковић у Гргетег, да буде настојатељ.
Из Месића је прешао 1829. године у Гргетег архимандрит Синесије пл. Радивојевић. Димитрије Панић гргетешки намесник купио је 1831. године у Нерадину претплатом једну српску књигу. Јеротеј Мутибарић је 1843-1847. године архимандрит манастира. 
Од 1845-1853. године био је настојатељ манастира архимандрит Арсеније Стојковић. У манастиру је умро 1859. године проигуман и бивши намесник Јосиф Орестије Поповић родом из Баната. У манастир је дошао 1801. године када се замонашио, и затим непрекидно се ту подвизавао скоро 60 година; а сменило се за то време девет настојатеља манастирских. Архимандрит гргетешки Румун, Патрикије Попескул је 1858-1861. године дао прилог 10 ф. Фонд "Школског листа".
Архимандрит гргетешки Герман Анђелић 1862-1874. године, биће изабран за епископа бачког па митрополита карловачког.
Између 1874-1905. на челу манастира био је архимандрит Иларион Руварац. Августин Бошњаковић је наставио нз гргетешких архимандрита. Током 1933—1941. настојатељ је био Висарион Стакић.